# West Newton
West Newton is een plaats (borough) in de Amerikaanse staat Pennsylvania, en valt bestuurlijk gezien onder Westmoreland County.

## Demografie
Bij de volkstelling in 2000 werd het aantal inwoners vastgesteld op 3083.
In 2006 is het aantal inwoners door het United States Census Bureau geschat op 2916, een daling van 167 (-5.4%).

## Geografie
Volgens het United States Census Bureau beslaat de plaats een oppervlakte van
3,2 km², waarvan 2,9 km² land en 0,3 km² water.